# セント・アンドリューズ大学 (スコットランド)
セント・アンドリューズ大学（University of St Andrews）は、イギリス・スコットランドの東海岸に位置する国立大学である。1413年創立。オックスフォード大学及びケンブリッジ大学に続き、英語圏で三番目に古い名門大学であり、ウィリアム皇太子とキャサリン妃の母校でもある。『ガーディアン紙』『タイムズ紙』イギリス大学ランキング1位（2024年）。

## 概要
スコットランド最古の大学であり、創立以来現在に至るまで同国の教育と政治を支えてきた。同校はスコットランドの大学連合であるユニヴァーシティーズ・スコットランド(Universities Scotland)、ヨーロッパ内の社会問題を議論する大学ネットワークヨーロピウム(Europaeum)に加盟している。また、イギリスの難関大学群サットン13(Sutton "Trust" 13)の一校にも指定されている。
セント・アンドリューズ大学は中世後期や啓蒙期に優秀な人材を多く輩出しており、グラスゴー大学初代総長ウィリアム・ターンブルや、エディンバラ大学初代学務長ロバート・ロロックなども同校で学んでいる。英国王室との関係も深く、ウィリアム皇太子とキャサリン妃のほか、2022年には、故エリザベス女王の孫にあたるレディ・ルイーズ・ウィンザーが入学している。卒業生・関係者・教員からはノーベル賞受賞者5名を輩出している。
主要な国内大学ランキングでは常に最上位にランク付けされており、過去10年間は常に全英5位以内、スコットランドでは不動の1位を貫いている。QS世界大学ランキングでも世界トップ100に入っており、研究力の側面でも高い評価を受けている。また、学生の教育に対する満足度が高い大学としても有名であり、学生総合満足度ランキングでは全英第1位を獲得している。

## 沿革

大学の紋章

1410年、聖アウグスチノ修道会のセント・アンドリューズ大聖堂により設立され、講義を開始。1413年、ベネディクトゥス13世の教皇勅書により正式に開学する。同時期にセント・アンドリューズが大司教座に指定されたのと相まって、急速に発展した。現在のキャンパスも設立当時と同じ場所にあり、中世の面影を色濃く残す。
セント・アンドリューズがスコットランドにおけるキリスト教の巡礼地であったことから、中世にはジョン・ノックスをはじめとして多くの宗教指導者がセント・アンドリューズ大学で学んだ。この伝統は自然神学講座ギフォード講義に引き継がれ、1888年以来、エドワード・ケアードなどの哲学者やヴェルナー・ハイゼンベルクなどの科学者による講演が行われている。2013年には創立600周年を迎えた。

## 組織
美術史、生物学、医学、化学、古典学、コンピューター科学、神学、経済・金融、英語・英語教育、地理学、歴史学（古代史、中世史、近代史）、国際関係、経営学、数学・統計、言語学、哲学・人類学、物理・天文、心理学の各学部（スクール）があり、外国人留学生のための35週間の大学予備課程も併設する。
学部はユナイテッド・カレッジ、セント・メアリー・カレッジとセント・レオナルド・カレッジに分かれており、ユナイテッド・カレッジは文系と理系、セント・メアリー・カレッジは神学、セント・レオナルドカレッジは院生と分かれている。

## 校風および特色
スコットランドの大学ではあるが、3割近くがイングランド出身の学生で占められているため、Scotland's English university（スコットランドにあるイングランドの大学）と揶揄されることもある。また、イギリス国外からの留学生が占める割合も3割に達し、100カ国を超える国々からの学生が集う国際色の強いキャンパスであることも特色である。1776年のアメリカ独立宣言の署名者のうち数名がセント・アンドリューズ大学卒業者であったことから、アメリカ合衆国との関係が特に強く、学部生の15％がアメリカ人留学生である。
学部生の出身校については、公立学校以外（パブリックスクールなど）の教育機関の出身者が4割と、高い比率になっている。卒業生は産業界でも活躍しており、ウォーリック大学のThe Institute of Employment Researchの研究発表によると、大学の学生数の規模との対比で、イギリスを代表する企業群であるFTSE 100社に最も高い割合でディレクターを輩出している。また、2015年度のエマージングによる世界エンプロイヤビリティー(雇用可能性)ランキングでは英国で7位、スコットランドで1位となっており卒業生に対する主要企業の評価も高い。
セント・アンドリューズには、「ゴルフの聖地」と称され、5年に一度全英オープンが開催されるセント・アンドリューズ・リンクスのオールドコースがある。ゴルフコースは大学キャンパスに隣接しており、学生は、格安な料金でゴルフを楽しむことができる。

## 評価

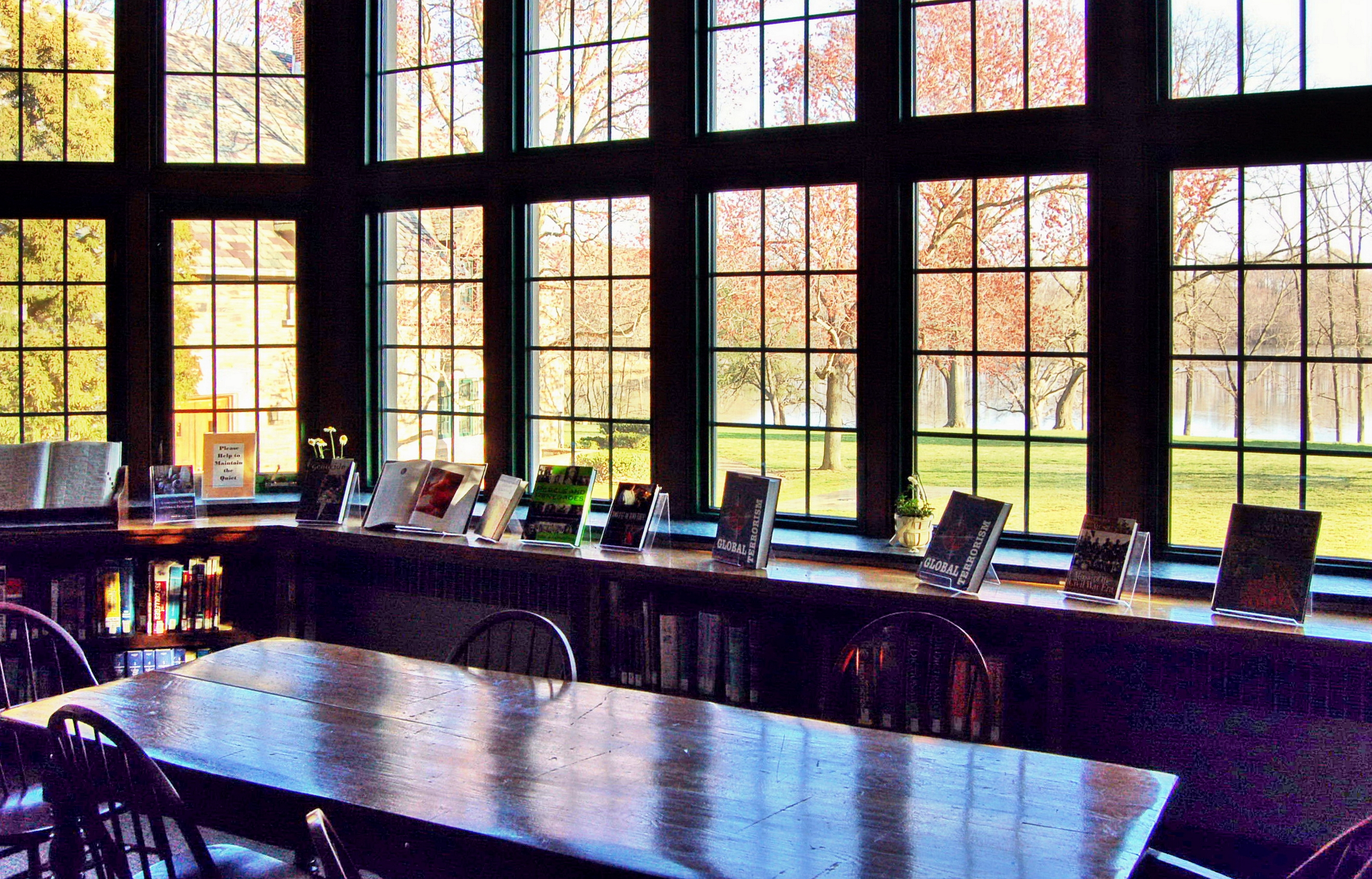
大学図書館

### Research Assessment Exercise (RAE)
Research Assessment Exercise (RAE)は、数年に一度、イギリス政府が学術機関に対して行う研究成果の公的な調査および査定である。イギリスの学術機関で行われている研究を67分野に分け、各分野の専門家がお互いの研究成果を査定する。イギリス政府はその結果に基づいて国内の学術機関への資金配分を決める。RAEはこれまで1992年、1996年、2001年、2008年、2014年の5回実施されている。
最新のRAE（2014年版）によると、総合ランキングでセント・アンドリューズ大学は第19位であった。研究の約31%が「世界最高水準」だと査定された。また、研究の81%は「世界を主導している、または国際的に卓越している("world leading" or "internationally excellent")」、98%は「国際的に認知されている ("internationally recognized")」と評価されている。
最新のRAEの結果を分野別に見ると、古典学で全英2位、物理学で全英3位、他には美術史・地理学・哲学が全英上位5位にランクインしている。

### 国内大学ランキング

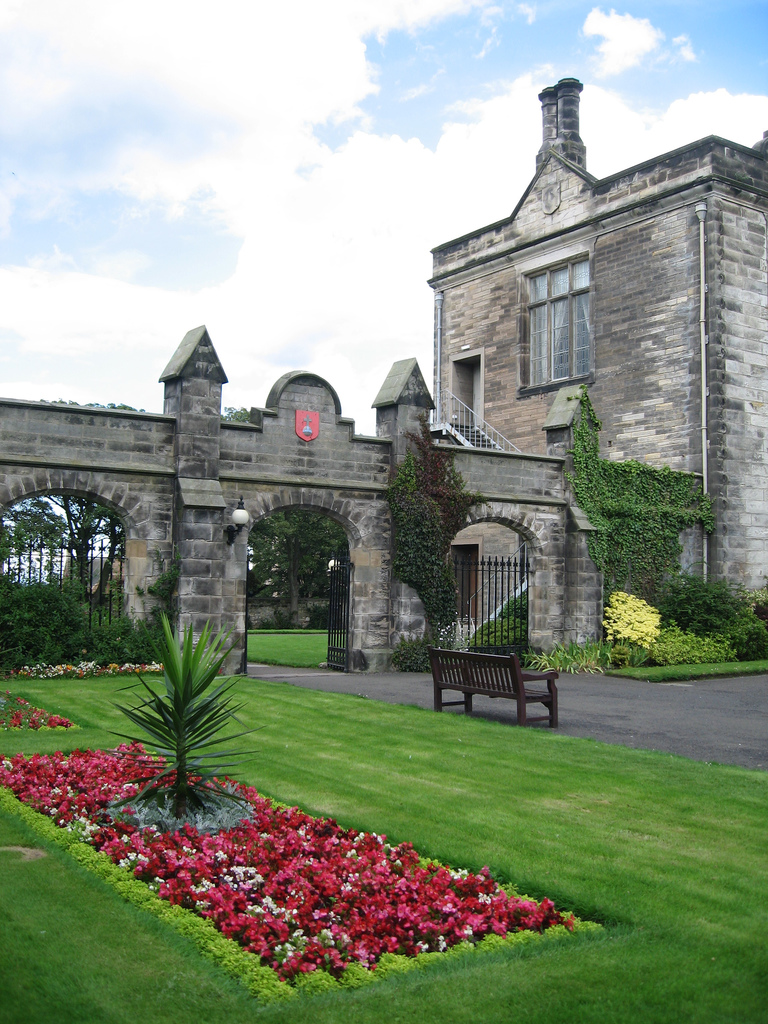
大学の中庭

イギリスでは新聞各紙が独自の視点に基づいた大学ランキング（総合ランキングは下記の表を参照）を発表している。英国では分野別で大学が評価されることと毎年各大学・各分野の順位が変動することに注意したい。また、主要な世界大学ランキングとは評価基準が異なり、入学難易度、学生の満足度、卒業生の展望(就職率や大学院進学率)や前述のRAEに基づく研究の質などが主な評価基準となっている。
『タイムズ』紙が発表する"The Sunday Times Good University Guide" （2022年度版）では、オックスフォード大学、ケンブリッジ大学を抜いて総合1位となった。これは30年以上続くタイムズ国内大学ランキングの歴史上で上記の大学以外が1位を獲得する初めての出来事となった。また、2024年度のランキングでは再び総合1位を獲得した。科目別では心理学、化学、歴史学や経済学を含む7科目で全英1位、全36科目中22科目が5位以内にランクインした。
『ガーディアン』紙が発表する"Guardian University League Table"（2023年度版）では2022年度タイムズ国内大学ランキングに続き総合1位となっている。科目別では、政治学で第1位、物理学で第1位、経済学で第1位、美術史で第1位、人類学で第2位、神学・宗教学で第２位、数学で第3位、哲学で第3位、歴史学で第4位、など、伝統的な学問分野で際立って高い評価を受けている。また 2024年度版では2年連続で総合1位を獲得した。
『インデペンデント』紙が発表する"The Complete University Guide" （2024年度版）によると、セント・アンドリューズ大学は総合ランキングで全英第4位となっている。科目別では哲学、数学、化学、心理学、歴史学、古典、地理学などの学問で全英トップ5に入っており、評価対象である全27科目の内24科目がトップ10に入っている。
|             | 2024 | 2023 | 2022 | 2021 | 2020 | 2019 | 2018 | 2017 | 2016 | 2015 | 2014 | 2013 | 2012 | 2011 | 2010 |
| ----------- | ---- | ---- | ---- | ---- | ---- | ---- | ---- | ---- | ---- | ---- | ---- | ---- | ---- | ---- | ---- |
| Times       | 1位  | 2位  | 1位  | 3位  | 3位  | 3位  | 3位  | 3位  | 4位  | 3位  | 4位  | 6位  | 6位  | 4位  | 4位  |
| Guardian    | 1位  | 1位  | 3位  | 2位  | 2位  | 3位  | 3位  | 3位  | 3位  | 3位  | 4位  | 4位  | 3位  | 4位  | 3位  |
| Independent | 4位  | 4位  | 4位  | 3位  | 3位  | 5位  | 3位  | 5位  | 5位  | 4位  | 6位  | 6位  | 6位  | 6位  | 7位  |

### 世界大学ランキング
2023年度の QS World University Ranking では総合96位であった。同年の科目別評価(QS World University Ranking by Subject)では哲学で10位、古典と神学で14位、歴史学で43位、英語学で47位など人文科学の分野で高い評価を受けており文学・人文学総合でも43位に入っている。他には政治学、地理学、地球物理学、海洋学、考古学、人類学などの学問で100位以内にランクインしている。なお、総学生数15000人未満の小-中規模大学群においては世界16位(英国ではロンドン・スクール・オブ・エコノミクスに続いて2位)となった。
タイムズ・ハイアー・エデュケーションによる、ヨーロッパ全体における高等教育機関の教育力および学習環境ランキング(Europe Teaching Ranking 2019)では総合で5位、スコットランドで1位にランクインしている。

### 入学難易度
英国高等教育統計局HESAによる調査では、セント・アンドリューズ大学学部課程入学者の2024年度英国大学入試の平均得点(The average UCAS tariff score)は212点と全英で1番高い(オックスフォード大学は205点、ケンブリッジ大学は209点)。これは英国A-Levelにおける A*A*A*A と同等であり、年によって差はあるが平均 A*A*A* 以上の成績として上位3％程の水準である。また、入学の最低条件はA-Levelが AAA、数学を含む分野は A*A*A とされており、国際バカロレアにおいては38点となっている。また、UCASの統計によると2022年度の同大学オファー率(offer rate)は24.7%と全英で3番目に低く、21405人の受験者の内、合格者は1820人、合格率は8.5%(学部平均)と、英国最難関大学の一つとされている。

## スポーツ・サークル・伝統

### 各学年の呼び方
1年生はBejant、2年生はSemi-Bejant、3年生はTertian、4年生はMagistrandと呼ばれる。

### ガウンと角帽

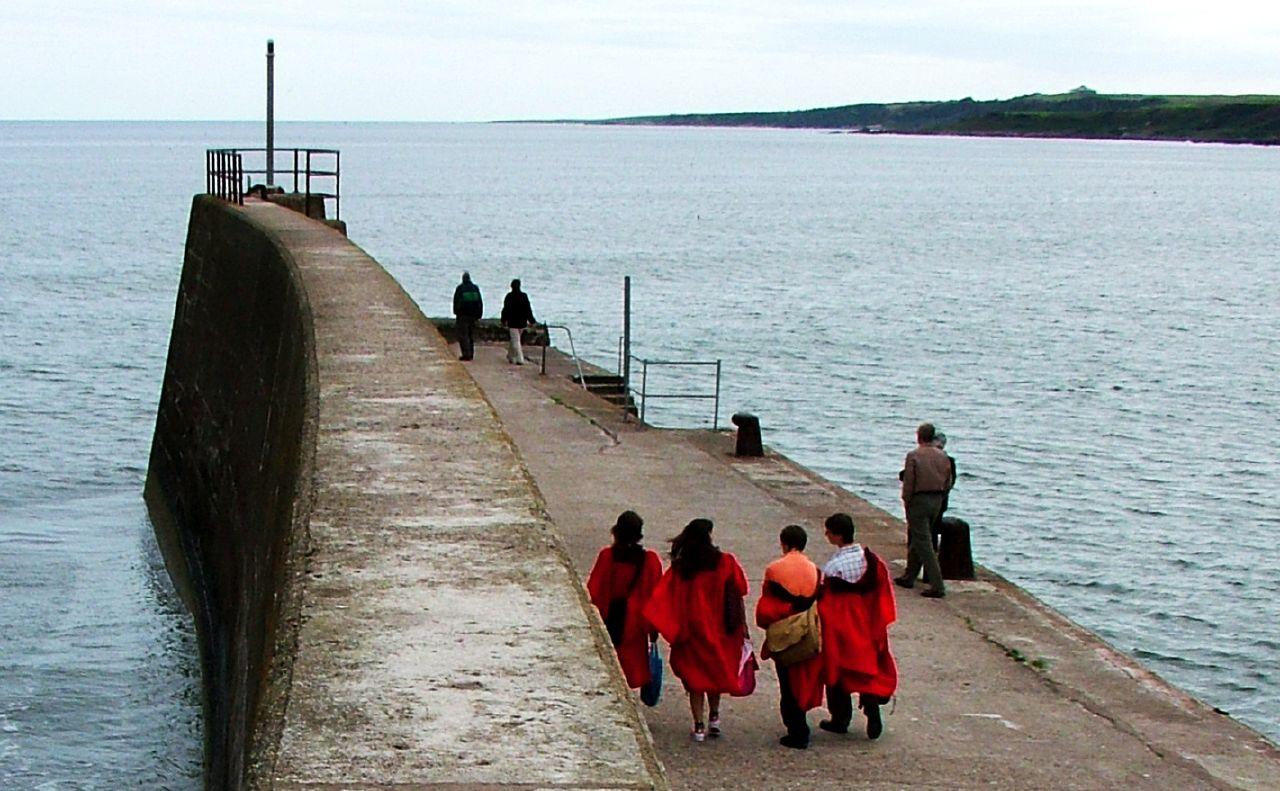
伝統の赤ガウン

学生は大学のセレモニーの際にキリストの血を象徴しているといわれる赤いガウンを着用し、院生は学士卒業の際の大学のガウンを着用することが勧められているが、セント・アンドリューズ大学の修士ガウンを着用するものも多い。
しかし、2013年に開校600年のプログラムの一環として、院生には他大学の卒業時のガウンを着用する事を引き続き勧めているが、ガウンが無い大学出身者等が着用する院生専用のガウンが制定され、学士保持者が修士ガウンを着用するという矛盾は無くなった。が、セント・アンドリューズ大学で修士号を得た学生がそのまま大学院に進む場合、当然の事ながら、卒業式の際のガウンを着用する事となっている。
ちなみに、ほとんどの学部生が赤いガウンを着用するのに対して、神学部だけは黒いガウンを着用する事が規定されており、神学部の学部生が赤いガウンを着用する事は無い。これは、過去、神学部で学ぶ事が出来たのは、科目は特に規定はないが、学士、あるいは修士の称号を持つ学生しか受け入れず、事実上神学部は大学院であった事から、学部生は伝統を引き継ぎ、セント・メアリー・カレッジ専用の黒いガウンを身に着ける事が規定されており、神学部以外の学生が黒いガウンを身に着ける事は許可されていない。ただし例外として、学生会の委員たち、大学から認可されたクラブの部長と副部長はクラブ専用のガウンがある場合、一般学生が着用する赤いガウンや黒いガウンを着用しなくても問題ない。
神学部は伝統を重んじるため、神学学士の方が神学修士よりも上位の学位と規定されている。理由は神学修士課程は高校を終えた学生が直接神学部に入れるのに対して、神学学士課程は伝統的に科目は問わないが、学士号か修士号を保持していなければ神学学士課程には進めないからである。
また、キリスト教の長老派であるスコットランド国教会で牧師を目指すには、スコットランド国教会から分裂したスコットランド自由教会の牧師候補のように神学校に行く事は必須ではなく、特に教科の指定は無いが、学士号、あるいは修士号保持者であることが必須条件であり、神学部には他大学よりも多くの牧師候補者が在籍している。牧師候補者は神学学士号、または博士（神学）号の取得が要求される。下位の神学修士号保持者にも同じ要件が求められ、神学学士号あるいは博士（神学）号のどちらかを取得しなくてはならない。このように、セント・アンドリューズ大学神学部は牧師育成機関という側面を持ち合わせている。

### ディベーティング・ソサエティー
セント・アンドリューズ大学には1794年に設立された世界で一番古い学生のディベーティング・ソサエティーがある。その活動は1645年から1646年までスコットランド議会があったパーラメント・ホールで毎週行われている。
以前ディベーティング・ソサエティーには学生の集まりのシンボルであるメイスを所持していたが、泥酔した学生が北海に投げ捨ててしまったため、現在ディベーティング・ソサエティー専用のメイスは存在せず、新しいメイスを昔の写真を元に作るべきか、ということがディベートのテーマになったことがあるが、反対多数により、新しいメイスは作らないと決められた。慣例として、ディベートの最中はウィスキーしか飲んではいけないということになっており、後半戦はディベートのゲストたちが全員泥酔してしまって、テーマとは全く関係ないことを話し始めてしまうというのも、珍しいことではない。また、ディベーティング・ソサエティーの部長、副部長は専用のガウンの着用を許可されており、部長、副部長がそのポジションに居る限り、一般学生が着用するガウンは着用しない。これは学部生、院生を問わず、必ず適用される権利である。

## 関係者

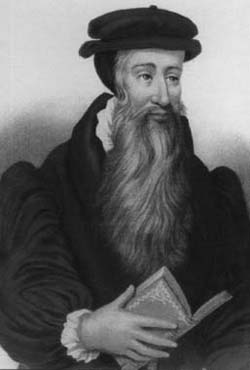
ジョン・ノックス

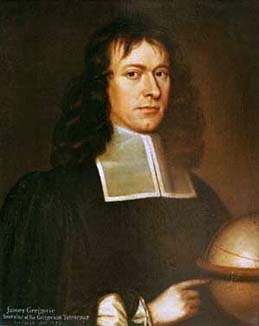
ジェームズ・グレゴリー

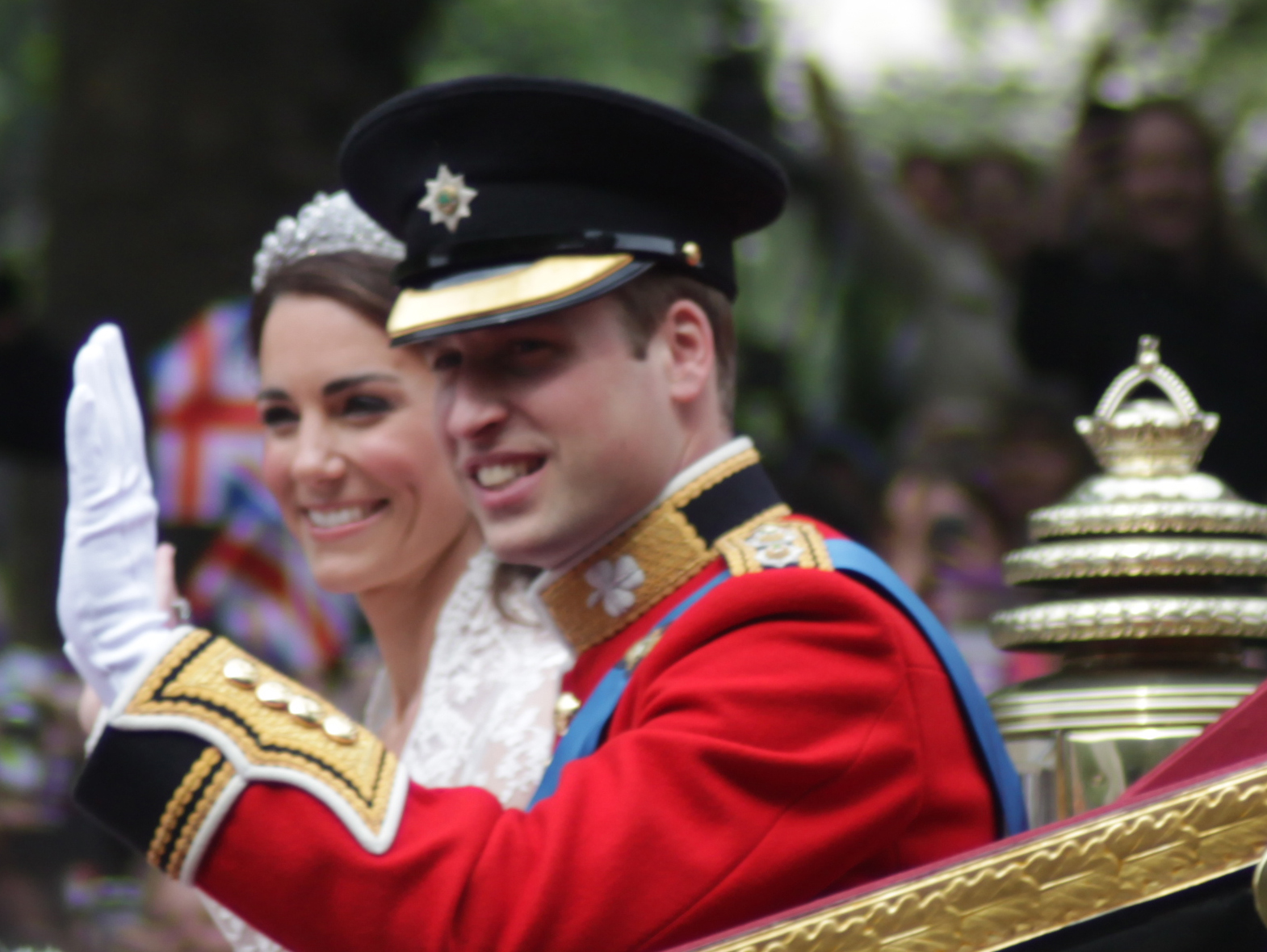
ウィリアム皇太子とキャサリン妃

- ベンジャミン・フランクリン：アメリカ独立宣言署名者
- ジェイムズ・ウィルソン：アメリカ独立宣言署名者
- ジョン・ウィザースプーン：アメリカ独立宣言署名者
- ジョン・ノックス：スコットランドの宗教改革指導者
- ウィリアム・ウォレス：哲学者
- ジェームズ・グレゴリー：数学者・天文学者
- ウォルター・ハース：ノーベル化学賞（1937年）
- アラン・マクダイアミッド：ノーベル化学賞 （2000年）
- フリチョフ・ナンセン：ノーベル平和賞（1922年）
- ラドヤード・キップリング：ノーベル文学賞 （1907年）
- ジェームス・ブラック：ノーベル生理学・医学賞（1988年）
- ジョン・プリングル：赤十字社の設立者の一人
- ジェームス・グラハム：清教徒革命期のスコットランド貴族
- アレックス・サモンド：元スコットランド首相
- ウィリアム (プリンス・オブ・ウェールズ)：イギリス王チャールズ3世の長男
- キャサリン (プリンセス・オブ・ウェールズ)：ウィリアム王子の妃
- ルイーズ・ウィンザー：エディンバラ公爵エドワード王子の長女
- アレステア・レナルズ：SF作家
- イアン・マクダーミド：俳優
- アンドリュー・ベル：教育者
- ラッセル・カーク：政治理論家
- ジョン・キャンベル：カナダ総督
- ライアン・プレイフェア：化学者
- パトリック・ハミルトン：宗教改革者
- アンドリュー・メルヴィル：宗教改革者
- ジェームズ2世：スコットランド王
- ウィリアム・ターンブル：グラスゴー大学初代総長
- ロバート・ロロック：エディンバラ大学初代学務長
- アンソニー・ブラウンレス : メルボルン大学医学部創設者
- デイビッド・ヘンプトン：ハーバード大学神学部学部長
- ダグラス・ブラック：医師
- エドワード・ジェンナー：種痘法の開発者
- ジョン・ネイピア：数学者
- クリス・ホイ：自転車競技選手
- ウィリアム・ハミルトン：アメリカ合衆国の神学者
- 広瀬巌：政治哲学者
- 遠藤勝信：東京女子大学教授
- 岡山英雄：新約学者・牧師
- 小林高徳：新約学者・牧師
- 横田法路：新約学者・牧師
- 山口希生：新約学者・牧師